# Mlati (Arjosari)
Mlati is een bestuurslaag in het regentschap Pacitan van de provincie Oost-Java, Indonesië. Mlati telt 2762 inwoners (volkstelling 2010).